# 파나티나이코스 BC
파나티나이코스 BC(Panathinaikos B.C.)는 그리스 아테네를 연고로 하는 프로농구단이다.

## 역대 유명 선수
- 도미니크 윌킨스

## 같이 보기
- 파나티나이코스 AO
- 파나티나이코스 FC